# 대니 스트롱
대니 스트롱(Danny Strong, 1974년 6월 6일 ~ )은 미국의 배우이다.

## 출연 작품
- 더 베스트 오브 에너미즈 (2019)
- 호밀밭의 반항아 (2017)
- 헝거게임 : 더 파이널 (2015)
- 헝거게임:모킹제이 (2014)
- 버틀러: 대통령의 집사 (2013)
- 게임 체인지 (2011)
- 리카운트 (2008)
- 시드니 화이트 (2007)
- 아웃사이드 세일즈 (2006)
- 로징 로이스 레인 (2004)
- 씨비스킷 (2003)
- 길모어 걸스 (2000)
- 나는 네가 지난 13일 금요일 밤에 한 일을 알고 있다 (2000)
- 신의 전사 2 (1998)
- 플레전트빌 (1998)
- 뱀파이어 해결사 (1997)